# Telenovela

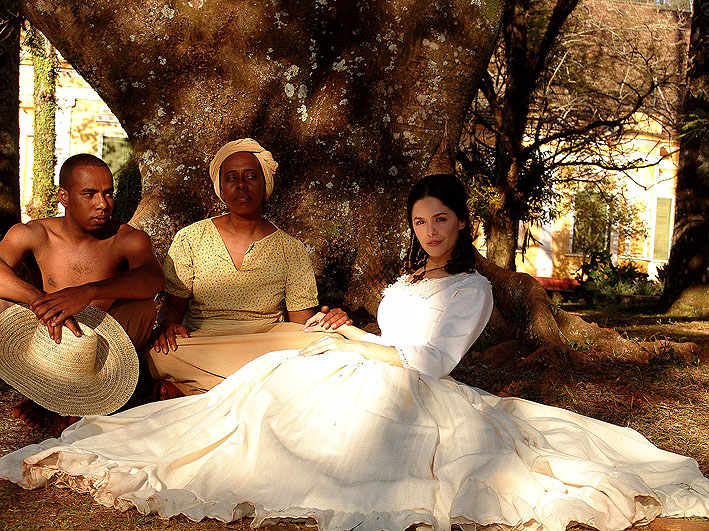
Brazilská telenovela A Escrava Isaura (na snímku herci z remaku z roku 2004) je adaptací stejnojmenného románu z roku 1875, který napsal Bernardo Guimarães

Telenovela je žánr melodramatického televizního seriálu, populárního zejména v Latinské Americe. Bývá řazen jako subžánr mýdlové opery, se kterou má mnoho společných znaků. Ústředními motivy telenovel jsou mezilidské vztahy, řešení složitých životních situací a problémů. Žánrově mají široké rozpětí, většina je dramatická, některé komediální, odehrávají se v současnosti i v minulosti. Název pochází ze španělštiny; jedná se o složeninu slov televisión (televize) a novela (román), doslova tedy jde o televizní román.
Latinskoamerické telenovely mají předem daný počet dílů, jenž se pohybuje obvykle mezi 100–200 epizodami, a předem určený konec, ke kterému děj celého seriálu směřuje. Vysílány jsou několik měsíců, zpravidla ne déle než jeden rok. Pro latinskoamerické herce je působení v telenovele vrcholem jejich kariéry. Každá latinskoamerická země má vlastní televizní společnosti, které telenovely natáčejí. Zvykem je také přebírání úspěšných námětů a vytváření remaků napříč Latinskou Amerikou.

## Historie
Telenovely vznikly evolucí rozhlasových radionovel, které byly v Latinské Americe populární. K prvním telenovelám patří brazilská Sua Vida Me Pertence (1951–1952), kubánská Senderos de amor (1951) a mexická Ángeles de la calle (1951). Tyto seriály byly vysílány jednou až dvakrát týdně. První telenovelou vysílanou každý pracovní den byla mexická Senda prohibida z roku 1958. Až do 70. let se jednalo o žánr rozšířený pouze v Latinské Americe. Peruánská telenovela Simplemente María (1969–1971) byla jako první exportována do zahraničí a teprve mexická telenovela Los ricos también lloran z let 1979–1980 se stala celosvětově známou. Po roce 2000 začaly být telenovely natáčeny pro Američany hispánského původu také ve Spojených státech. Ve stejné době se objevily také v Turecku a dalších balkánských zemích, kde mají oproti latinskoamerickým seriálům tohoto žánru částečně odlišnou podobu.
V Česku měla díky svému uzavřenému narativu charakter telenovely první řada seriálu Rodinná pouta (2004–2005). V letech 2008–2009 vznikl také seriál Ošklivka Katka, remake celosvětově úspěšné kolumbijské telenovely Ošklivka Betty. V českém prostředí se jinak telenovely nenatáčí, ačkoliv jsou mnohé mýdlové opery tímto termínem někdy označovány.
Zahraniční telenovely se v Česku poprvé objevily v roce 1993, kdy TV Premiéra zahájila vysílání italsko-argentinského seriálu Manuela. I v dalších letech se na obrazovkách této televize, z níž se v polovině 90. let stala TV Prima, objevovaly další telenovely. Zájem českých diváků o tento žánr rapidně vzrostl v roce 1999, kdy TV Nova zařadila do svého vysílání svoji první telenovelu, mexický seriál Esmeralda, který byl nakonec přesunut do hlavního vysílacího času. Na úspěch Esmeraldy navázala Nova dalšími telenovelami, např. Milady, Divoký anděl, Luisa Fernanda, Yago, syn džungle, Kachorra, aj. I na Primě vzrostl v tomto období počet vysílaných telenovel. Od roku 2005 však zájem o ně postupně opadal a od roku 2009 se telenovely objevovaly v českém televizním programu spíše výjimečně. Pokud byly do programové skladby zařazeny (např. na TV Relax), jednalo se o reprízy úspěšných seriálů z přelomu tisíciletí. V roce 2018 začala skupina Prima premiérově uvádět na stanici Prima Love další latinskoamerické telenovely.
V roce 2011 uvedla TV Nova na české obrazovky seriál Tisíc a jedna noc z turecké telenovelové produkce, který byl následován dalšími (např. Velkolepé století). Oproti například Slovensku se turecké seriály tohoto typu u diváků ale příliš neuchytily a z programů českých stanic postupně převážně ustoupily.

## Vybrané telenovely

### Latinskoamerické země
Argentina
- Manuela (1991–1992)
- Antonella (1992)
- Milagros, nekonečné obzory (Más allá del horizonte, 1994)
- Milady (Milady, la historia continúa, 1997–1998)
- Divoký anděl (Muñeca brava, 1998–1999)
- Divoký měsíc (Luna salvaje, 2000–2001)
- Yago, syn džungle (Yago, pasión morena, 2001–2002)
- Kachorra (2002)
- Darované srdce (Máximo corazón, 2002–2003)
- Jsi můj život (Sos mi vida, 2006–2007)
- Lalola (2007–2008)
- Violetta (2012–2015)
- Soy Luna (od 2016)

Brazílie
- Příští oběť (A Próxima Vítima, 1995)
- Historie jedné lásky (História de Amor, 1995–1996)
- Co dokáže láska (Por Amor, 1997–1998)
- Terra Nostra (1999–2000)
- Křehké pouto (Laços de Família, 2000–2001)

Kolumbie
- Ošklivka Betty (Yo soy Betty, la fea, 1999–2001)
- Ošklivka Betty II: Ecomoda (Ecomoda, 2002)
- Sofie a její láska (Sofía dame tiempo, 2003)
- Plameny vášně (Pasión de gavilanes, 2003–2004)
- Láska nad lásky (Amor de mis amores, 2004)
- Zorro: Meč a růže (El Zorro, la espada y la rosa, 2007)

Mexiko
- Divoké srdce (Corazón salvaje, 1993–1994)
- Vina (La culpa, 1996)
- Esmeralda (1997)
- Skrytá vášeň (La mentira, 1998)
- Dvě tváře lásky (La usurpadora, 1998)
- Perla (1998–1999)
- Právo na lásku (El privilegio de amar, 1998–1999)
- Tři životy Sofie (Tres veces Sofía, 1998–1999)
- Navzdory osudu (Alma rebelde, 1999)
- Rosalinda (1999)
- Labyrinty vášně (Laberintos de pasión, 1999–2000)
- Osudová láska (Mi destino eres tú, 2000)
- Vždy tě budu milovat (Siempre te amaré, 2000)
- Vášnivý polibek (Por un beso, 2000–2001)
- Hříšná láska (Cuando seas mía, 2001–2002)
- Plamen pochybnosti (La duda, 2002–2003)
- Opravdová láska (Amor real, 2003)
- Vášeň a nenávist (Un nuevo amor, 2003)
- Mariana, královna noci (Mariana de la noche, 2003–2004)
- Nespoutaný anděl (Cuidado con el ángel, 2008–2009)
- Láska až za hrob (Siempre tuya Acapulco, 2014)
- Slepá láska (Sin tu mirada, 2017–2018)

Peru
- Luz María (1998–1999)
- Vypůjčené životy (Vidas prestadas, 2000)
- Milagros (2000–2001)
- Zamilovaná (Pobre diabla, 2000–2001)

Spojené státy americké
- Pomsta (La revancha, 2000)
- Pravá tvář vášně (El rostro de Analía, 2008–2009)
- V náručí ďábla (Más sabe el diablo, 2008–2009)

Venezuela
- Esmeralda (1970–1971)
- Kassandra (1992–1993)
- Cesta za štěstím (Llovizna, 1997–1998)
- Samantha (1998)
- Luisa Fernanda (1999)
- Tajuplná žena (Mujer secreta, 1999)
- Barvy lásky (Carita pintada, 1999–2000)
- Pomsta (La revancha, 2000)
- Vypůjčené životy (Vidas prestadas, 2000)
- Nejdražší poklad (Carissima, 2001)
- Juanin zázrak (Juana, la virgen, 2002)
- Divoká kočka (Gata salvaje, 2002–2003)
- Má tlustá Valentýna (Mi gorda bella, 2002–2003)
- Nezkrotná Lucía (Ángel rebelde, 2004)

### Ostatní země
Česko
- Rodinná pouta (pouze první řada, 2004–2005, poté mýdlová opera)[1]
- Ošklivka Katka (2008–2009)[1]

Španělsko
- Grand Hotel (Grand Hotel, 2011–2013)
- Velvet (Velvet, 2014–2016)

Turecko
- Moc osudu (Sıla, 2006)
- Tisíc a jedna noc (Binbir Gece, 2006–2009)
- Zakázaná láska (Aşk-ı Memnu, 2008–2010)
- Ezel (2009–2011)
- Aşk ve Ceza (2010–2011)
- Čas tulipánů (Lale Devri, 2010–2014)
- Krásná Fatmagul (Fatmagül'ün Suçu Ne?, 2010–2012)
- Velkolepé století (Muhteşem Yüzyıl, 2011–2014)
- Vyměněné životy (Adını Feriha Koydum, 2011–2012)
- Příchuť lásky (Dolunay, 2017)
- Zasněná láska (Erkenci Kuş, 2018–2019)